# Alois Vogl
Alois Vogl, né le 15 septembre 1972 à Neukirchen beim Heiligen Blut, est un skieur alpin allemand spécialiste du slalom. Il débute en Coupe du monde en 1994, obtient son premier podium en décembre 2004 à Flachau et sa première victoire le mois suivant à Wengen.

## Palmarès

### Coupe du monde
- Meilleur classement général : 27e en 2005.
- 5 podiums dont 1 victoire.

#### Saison par saison
- Coupe du monde 2005 :
  - Slalom : 1 victoire (Wengen (Suisse))

(État au 20 mars 2006)

## lien externe
- (en) Alois Vogl dans la base de données de la Fédération internationale de ski